# Nedim Yasar
Nedim Yasar (født 1987, død 20. november 2018) var en tidligere dansk bandeleder Han stiftede banden ”Los Guerreros”, som var støtteklub for en højtstående Bandidosrocker. Til sidst i sit liv var han radiovært på Radio24syv. Den 20. november 2018 blev han ramt af 2 skud i hovedet[kilde mangler], mens han sad i sin bil. Politiet bekræftede senere, at han var død af sine skudsår.
Nedim er begravet på en muslimsk gravplads i Brøndby efter en ceremoni i Alaadin-moskeen i Albertslund.
Yasar var en del af bandemiljøet, fra han var 15 til 25 år, men efter at have afsonet en dom meldte han sig til et exitprogram for bandemedlemmer. Han læste til pædagog, da han havde en drøm om at hjælpe kriminalitetstruede og udsatte unge.
Den 6. oktober 2021 blev Alexander Findanis fra rockerklubben Satudarah af Højesteret straffet med fængsel på livstid for drabet.